# Edmund Goldschagg
Edmund Goldschagg (* 11. Oktober 1886 in Freiburg im Breisgau; † 7. Februar 1971 in München) war ein deutscher Journalist und Verleger. Als Redakteur des Sozialdemokratischen Pressedienstes und der Münchener Post in der Weimarer Zeit unterlag er in der Zeit des Nationalsozialismus einem Berufsverbot als Journalist. 1943/44 versteckte seine Familie die von Deportation und Tod bedrohte Jüdin Else Rosenfeld. Nach dem Zweiten Weltkrieg wurde er zusammen mit Franz Josef Schöningh, August Schwingenstein und dem nachgerückten Werner Friedmann einer der Gründer und Lizenznehmer der Süddeutschen Zeitung (SZ). Von deren erster Ausgabe am 6. Oktober 1945 an bis 1951 war er Chefredakteur der SZ und blieb bis zu seinem Tod deren Mitherausgeber.

## Leben
Der Sohn des Schriftsetzers Rudolf Goldschagg und dessen Ehefrau Elise Goldschagg, geborene Wirth, besuchte zunächst die Volksschule, dann die Oberrealschule in Freiburg, ehe die Familie 1899 nach Karlsruhe übersiedelte, weil der Vater dort die Buchdruckerei der neu gegründeten sozialdemokratischen Parteizeitung Der Volksfreund übernahm und er selbst auf ein Karlsruher Gymnasium wechselte. Da die Familie 1904 ins elsässische Mülhausen umzog – der Vater übernahm dort eine Druckerei, in der das SPD-Parteiorgan gedruckt werden sollte –, machte Goldschagg 1906 sein Abitur auf einem dortigen Gymnasium. Danach studierte Goldschagg an den Universitäten in München, Berlin und Heidelberg Geschichte, Wirtschaftswissenschaften und Sprachen. Er verließ aber die Universität Heidelberg im Herbst 1913 ohne Abschluss und wurde Journalist. Im Dezember 1913 trat er in die SPD ein, damals in seiner Region noch „Sozialdemokratischer Verein für den 12. Badischen Wahlkreis Heidelberg“ genannt, und erhielt die Mitgliedsnummer 698.

### Volontär und erster sozialdemokratischer Offizier im Ersten Weltkrieg
Goldschagg wurde im Januar 1914 Volontär der sozialdemokratischen Zeitung Volksstimme in Chemnitz, die Gustav Noske als Chefredakteur leitete. In erster Linie kümmerte sich der Redakteur Ernst Heilmann (1940 wurde er im KZ Buchenwald ermordet) um die Ausbildung Goldschaggs. Da Heilmann sich bei Noske für seinen Volontär einsetzte, kam Goldschagg schon nach einem halben Jahr Volontariat zum sozialdemokratischen Pressebüro in Chemnitz. Unterbrochen wurde seine journalistische Tätigkeit durch den Ersten Weltkrieg, zu dem er im Oktober 1914 als Feldwebel in ein sächsisches Armeekorps eingezogen wurde. Bereits am 16. Oktober 1914 erlitt er auf einer Infanterie-Patrouille in den Vogesen eine schwere Verwundung, so dass er den Winter 1914/15 im Lazarett verbrachte und im Frühjahr 1915 als Offiziersstellvertreter zu seiner Einheit an die Westfront in Frankreich zurückkehrte. Am 16. Dezember 1915 folgte Goldschaggs Beförderung zum Leutnant; er war damit der erste sozialdemokratische Offizier in der Armee des Kaiserreichs. Bei dieser Beförderung hatte er davon profitiert, dass die SPD im Reichstag ihre weitere Zustimmung zu Kriegskrediten unter anderem mit der Forderung nach Beförderung des Feldwebels Goldschagg zum Leutnant verbunden hatte. Am 3. September 1916 geriet er in französische Kriegsgefangenschaft, aus der er im Dezember 1919 entlassen wurde.

### Nachrichtenredakteur bei der SPD-Presse bis 1933
1920 folgte Goldschagg seinem früheren Chefredakteur und Mentor Ernst Heilmann nach Berlin, wo er an der von Heilmann aufgebauten Sozialistischen Korrespondenz für In- und Ausland mitarbeitete. Anschließend war er von 1922 bis 1927 für den daraus hervorgegangenen parteioffiziellen Sozialdemokratischen Pressedienst tätig. 1924 heiratete er in Berlin Lotte Willmann.
Von 1927 bis 1933 war Goldschagg leitender Redakteur für Reichs- und Außenpolitik der „Münchener Post“, die noch eine Woche vor ihrer Liquidierung durch die Nationalsozialisten am 3. März 1933 getitelt hatte: „Wir lassen uns nicht einschüchtern!“

### Im Nationalsozialismus
Im Zuge der Zerschlagung der Münchener Post im März 1933 wurden etliche Redakteure der nun verbotenen Zeitung verhaftet. Goldschaggs Wohnung wurde von der Politischen Polizei durchsucht; er selbst konnte untertauchen. Doch im Januar 1934 geriet er für vier Wochen in Schutzhaft, weil er von Freiburg aus seiner Frau Lotte kritische Briefe geschrieben hatte, in denen er unter anderem an den Rand eines Zeitungsabschnitts, der die These von der „Ehe (als) Wurzel des Deutschtums“ vertrat, ironisierend die Namen „Hitler“ und „Röhm“ per Ausrufezeichen gesetzt hatte.
Nach seiner Freilassung arbeitete er, da er sich bis 1945 nicht mehr als Journalist betätigen durfte, als Setzer und Korrektor in der kleinen Freiburger Buchdruckerei seines Bruders und wohnte mit Frau Lotte und Sohn Rolf in Freiburg. Im April 1940 wurde er mit 54 Jahren als Oberleutnant einer Baukompanie zur Wehrmacht einberufen und als Ortskommandant in die württembergische Gemeinde Höfen an der Enz abkommandiert, aber schon nach zwei Monaten wegen seiner politischen Vergangenheit entlassen. Er arbeitete bis Kriegsende im Wirtschafts- und Ernährungsamt Freiburg-Land, wo er für die Verteilung von Lebensmittelkarten zuständig war.
Während dieser Zeit versteckte die Familie Goldschagg von Mai 1943 an ein Jahr lang die Jüdin Else Rosenfeld, die von 1938 bis 1942 als Sozialarbeiterin in der jüdischen Gemeinde in München gearbeitet hatte und im Unterschied zu ihrem Ehemann Siegfried Rosenfeld, der bis 1933 sozialdemokratischer preußischer Landtagsabgeordneter gewesen war, nicht mehr ausreisen konnte. Sie lebte bis April 1944 bei Familie Goldschagg, ehe ihr – unterstützt von der Familie – die Flucht in die Schweiz gelang. Während ihres einjährigen Aufenthalts erklärten die Eltern ihrem 13-jährigen Sohn Rolf und Freunden gegenüber die Anwesenheit Frau Rosenfelds damit, sie sei eine ältere Bekannte, die nicht mehr arbeite und ihre Stadt Berlin wegen der Bombardierungen verlassen wollte. In ihrer unter dem Mädchennamen Rahel Behrend verfassten Autobiographie beschreibt Else Rosenfeld, wie wichtig diese Unterstützung der Familie Goldschagg für ihr eigenes Überleben war. Sie erzählt darin auch von ihrem Zusammenleben mit der Familie, die sie nur bei ihren Vornamen „Lotte“ (Frau Goldschagg) und „Rolf“ (der damals 13-jährige Sohn) sowie Edmund Goldschagg mit seinem Spitznamen „Wackes“ nennt.

### Lizenzträger, Chefredakteur und Mitherausgeber der Süddeutschen Zeitung

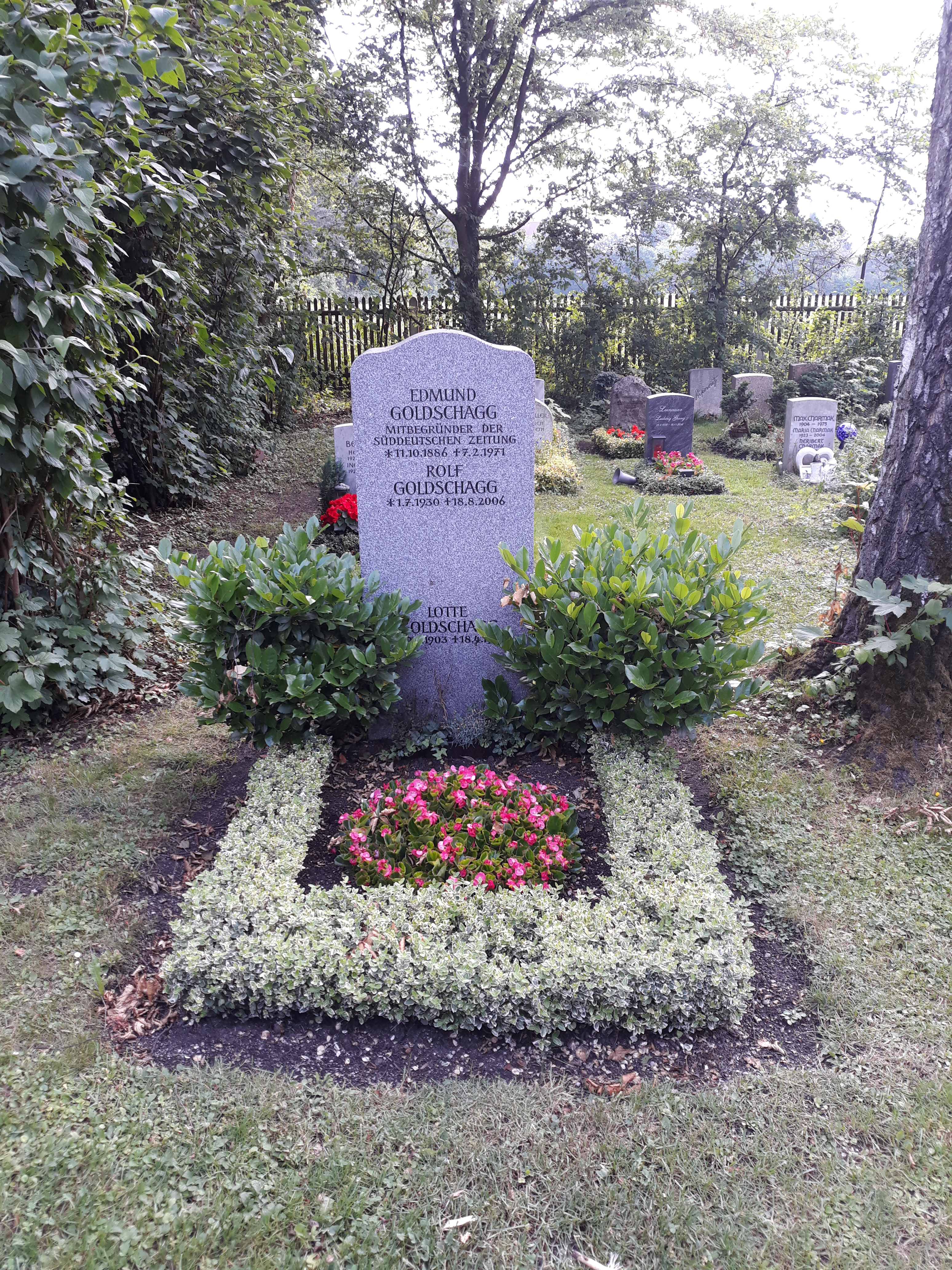
Familiengrab Edmund Goldschagg, Friedhof Obermenzing, München

Nach dem Zweiten Weltkrieg erhielt Goldschagg am 6. Oktober 1945 zusammen mit August Schwingenstein und Franz Josef Schöningh von der amerikanischen Militärregierung die Lizenz für die Herausgabe der Süddeutschen Zeitung. Goldschagg reagierte zunächst zögerlich auf die Anfrage der Amerikaner, da er schlechte Erinnerungen an seine Zeit in München und die Zerschlagung seiner Zeitung durch die Nationalsozialisten habe, erklärte sich aber dann doch bereit, für eine eventuelle Lizenzvergabe zur Verfügung zu stehen. Er beschrieb in dem entsprechenden Fragebogen seine Vorstellungen von der „Aufgabe der deutschen Presse in der Zukunft“ folgendermaßen:

„Aufgabe der deutschen Presse ist vor allem die Erziehung des deutschen Volkes zu einer demokratischen Weltanschauung, zur Abkehr von jeder Machtpolitik im Innern und nach außen; zu einer Verständigung unter den Völkern auf friedlichem Wege, also vor allem zur Bekämpfung des militaristischen Geistes, wie er im deutschen Volke tief verwurzelt ist und von dem Nationalsozialismus noch besonders groß erzogen wurde.“

Für die Lizenzvergabe war das Votum des Leiters der Press Control Section für München und Oberbayern, Joseph Dunner, ausschlaggebend. Nach dessen Erinnerungen war zunächst Schöningh für die Position des Chefredakteurs der Süddeutschen Zeitung vorgesehen, doch dann entschied man sich für Edmund Goldschagg, weil „wir“ – so Dunner – „als Chefredakteur lieber jemand aussuchen [wollten], der vielleicht weniger differenziert als Schöningh dachte, aber klarere politische Vorstellungen hatte“. Als Chefredakteur wirkte er bis 1951, blieb aber bis zuletzt Mitherausgeber der Süddeutschen Zeitung und Gesellschafter der Süddeutschen Verlags GmbH. Sein Biograph Hans Dollinger beschreibt Goldschaggs Leitartikel als sehr von dem demokratischen Vorbild der US-Besatzungsmacht überzeugt. Typisch dafür sei bereits sein erster Leitartikel in der Nr. 1 der Süddeutschen Zeitung vom 6. Oktober 1945 „Abkehr – Einkehr“ gewesen, in dem er es „als ein Glück“ bezeichnete, „daß Bayern und seine Landeshauptstadt München in die Obhut der Besatzungsmacht der größten Demokratie der Welt geraten ist“.
Über seine repräsentativen Funktionen bei der Süddeutschen Zeitung und im Süddeutschen Verlag hinaus wirkte er in zahlreichen Gremien an der Erneuerung des kulturellen Lebens mit, so als Vorstandsmitglied des Münchner Deutsch-Amerikanischen Clubs. An seinem 70. Geburtstag wurde ihm 1956 als erstem Journalisten Bayerns das Große Bundesverdienstkreuz verliehen. Edmund Goldschagg starb nach längerer Krankheit am 7. Februar 1971 in München.